# Madrigalejo del Monte
Madrigalejo del Monte ist eine nordspanische Landgemeinde (municipio) mit 176 Einwohnern (Stand: 2024) im Süden der Provinz Burgos in der Autonomen Gemeinschaft Kastilien-León. Zur Gemeinde gehört neben dem Hauptort auch die Ortschaft Montuenga.

## Lage und Klima
Madrigalejo del Monte liegt in der kastilischen Hochebene (meseta) gut 29 km südsüdwestlich der Provinzhauptstadt Burgos in einer Höhe von ca. 890 m. Durch die Gemeinde führt die Autovía A-1. Im Gemeindegebiet liegt der Flugplatz.
Das Klima ist gemäßigt bis warm; Regen (ca. 602 mm/Jahr) fällt übers Jahr verteilt.

## Bevölkerungsentwicklung
| Jahr      | 1970 | 1981 | 1991 | 2001 | 2011 | 2021 |
| Einwohner | 252  | 185  | 177  | 184  | 198  | 179  |

## Sehenswürdigkeiten
- Thomaskirche (Iglesia de San Tomás Apóstol)

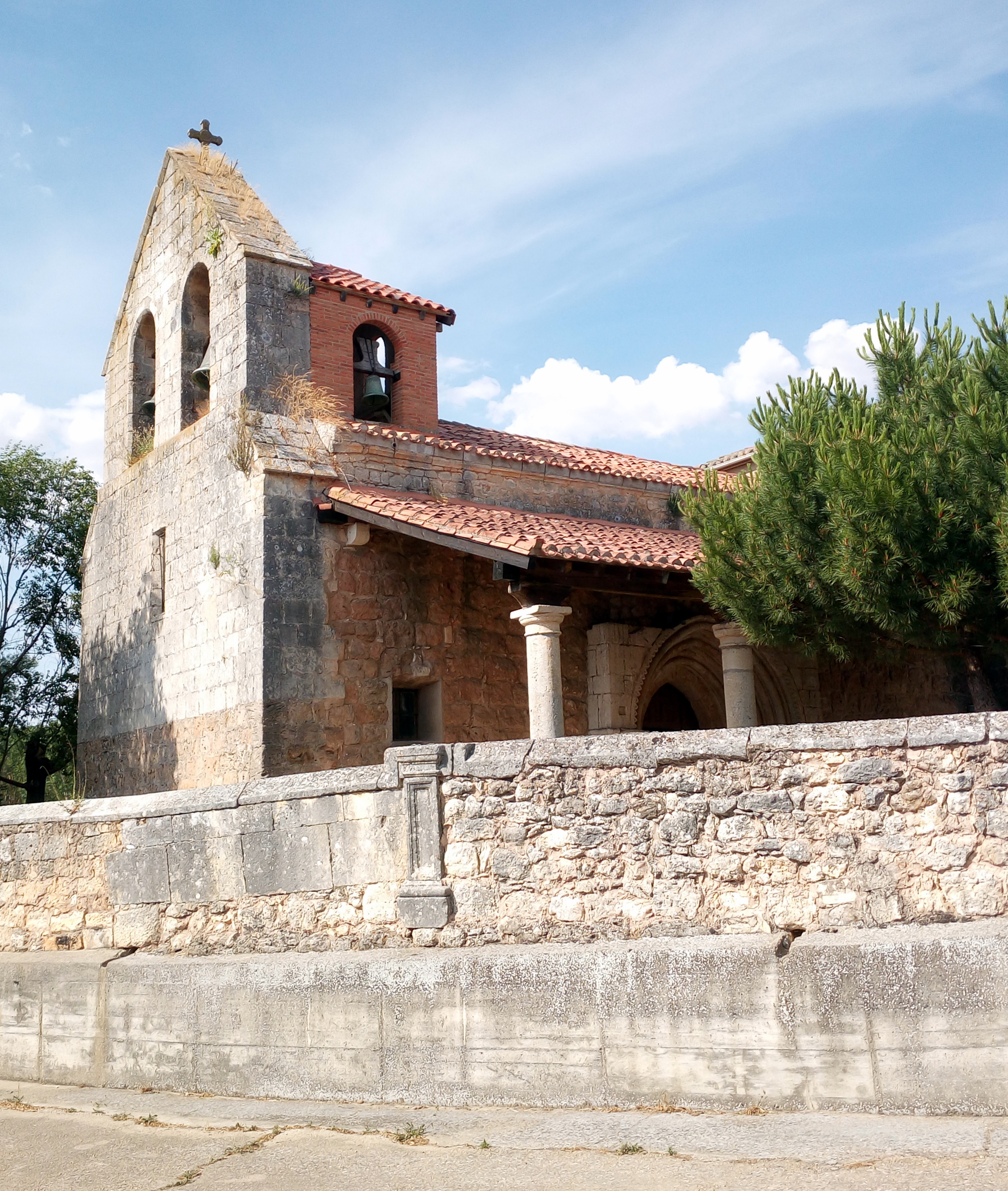
Thomaskirche